# Rismon
Rismon är en by i Offerdals socken, Krokoms kommun, Jämtland. Byn ligger norr om Landösjön (Nola sjön) längs vägen mellan Landön och Rönnöfors. Rismon började bebyggas år 1830.
Offerdals socken har traditionellt haft en omfattande boskapsskötsel. Fäboddrift möjliggjorde att bönderna kunde ha många kor på varje gård. Offerdals fäbodar låg delvis i Nolasjön-området. Från Gammalbodarna i Rismon utgår en fäbodled till ett flertal gamla fäbodar.